# Копти в Лівії
Копти в Лівії — особи, які народилися або проживають у Лівії і повністю або частково мають коптське походження. Копти є етнорелігійною групою, яка є найбільшою християнською групою в Лівії, Коптська православна церква в країні нараховує приблизно 60 000 прихильників. Відомо, що в Лівії коптська церква має історичне коріння задовго до того, як араби (і іслам) просунулися на захід з Єгипту до Лівії. Частина громади складається з іммігрантів з Єгипту (див. Копти в Єгипті).

## Населення
Чисельність коптського населення оцінюється в 60 тис. Копти є найбільшою християнською конфесією, за якою йде прибл. 40 000 римо-католиків і невелика кількість англікан. Вони присутні в усіх трьох основних регіонах країни.

## Історія

### Рання історія
Історично кажучи, християнство поширилося до Пентаполя в Північній Африці з Єгипту. Сінесій Кіренський (370—414), єпископ Птолемаїди, отримав навчання в Александрії як в Катехитичній школі, так і в Мусейоні, і він дуже поважав і прихильно ставився до неоплатоністки Гіпатії, чиї заняття він відвідував. 410 року Синезій був освячений Феофілом Александрійським. Після Нікейського собору 325 року за рішенням нікейських отців Кіренаїка була визнана церковною провінцією Александрійського престолу. Александрійський Папа донині включає Пентаполь у свій титул як територію в межах своєї юрисдикції.
Коптські конгрегації в кількох країнах належали до стародавньої єпархії Західного Пентаполя, яка була частиною Коптської Православної Церкви протягом століть до аж до ХІІІ століття.

### Сучасний стан
1971 року Папа Шенуда III відновив його як частину єпархії єпископа-митрополита Пахомія, митрополита Священної митрополії Бехейра (Тмуїс і Гермополіс Парва), (Буто), Мар'ют (Мареотіс), Марса-Матрух (Параетоній), (Апіс), Патріарший екзарх стародавньої митрополії Лівії: (Лівіс, Мармаріка, Дарніс і Триполітанія) і титулярний митрополит-архиєпископ Великої та стародавньої митрополії Пентаполя: (Кирена), (Аполлонія), (Птолемаїда), (Вереніка) і (Арсіноя).
Це була одна з ланцюжків багатьох реструктуризацій кількох єпархій Папою Шенудою III, у той час як деякі з них були включені до юрисдикції інших, особливо тих, які перебували в неохопленому регіоні або були частиною метрополії, яка вимерла, або поділ великих єпархій на менші більш керовані єпархії. Це також було частиною перебудови Церкви в цілому.

## Церкви
У Лівії є три коптські православні церкви: одна в Тріполі, Лівія (Святого Марка), одна в Бенгазі, Лівія (Святого Антонія — два священики), і одна в Місраті, Лівія (Святої Марії та Святого Георгія).

## Переслідування
У лютому 2014 року семеро християн-коптів були витягнуті зі своїх будинків посеред ночі, а потім убиті на пляжі на схід від Бенгазі. Група коптів була викрадена в різних випадках у грудні 2014 року та січні 2015 року, а потім убита Ісламською державою Іраку та Леванту. Відео вбивства 21 чоловіка, на якому звучать погрози «народу хреста», було оприлюднено в Інтернеті 15 лютого 2015 року.